# Indolestes aruanus
Indolestes aruanus là loài chuồn chuồn trong họ Lestidae. Loài này được Lieftinck mô tả khoa học đầu tiên năm 1951.